# Michal Řepík
Michal Řepík, född 31 december 1988 i Vlašim, är en tjeckisk professionell ishockeyspelare som spelar för HC Bílí Tygři Liberec i Extraliga. Řepík valdes som 40:e spelare totalt av Florida Panthers i 2007 års NHL Entry Draft.

## Klubbar
- HC Sparta Prag Moderklubb–2005
- Vancouver Giants 2005–2008
- Florida Panthers 2008–2012
- Rochester Americans 2008–2011
- San Antonio Rampage 2011–2012
- HC Lev Prag 2012–2014
- Pelicans 2014–2015
- EV Zug 2015
- HC Bílí Tygři Liberec 2015–